# S1 Core
S1ro (кодовое имя «Sirocco») — микропроцессор, реализующий систему команд SPARC V9, созданный компанией Simply RISC. Он основан на дизайне процессора UltraSPARC T1 от Sun Microsystems. S1 является открытым аппаратным обеспечением и распространяется под лицензией GPL.
Основной целью проекта является создание максимально простой реализации. Основные отличия T1 и S1:
- S1 Core имеет одно 64-битное ядро (поддерживающее 4 независимых потока) вместо восьми ядер;
- S1 Core использует шину Wishbone.